# 2016 en fantasy
| Années de la fantasy : 2013 - 2014 - 2015 - 2016 - 2017 - 2018 - 2019    |
| Décennies de la fantasy : 1980 - 1990 - 2000 - 2010 - 2020 - 2030 - 2040 |

L'année 2016 est marquée, en matière de fantasy, par les événements suivants.

## Romans - Recueils de nouvelles ou anthologies - Nouvelles
- Chimères, quatrième tome de la série d'Anne Robillard Les Chevaliers d'Antarès
- Descente aux enfers, premier tome de la série d’Anne Robillard Les Chevaliers d'Antarès
- Genèse, quatrième tome du second cycle de la saga Autre-Monde, écrite par Maxime Chattam
- James, septième tome de la série d'Anne Robillard Les Ailes d'Alexanne
- Manticores, troisième tome de la série d'Anne Robillard Les Chevaliers d'Antarès
- La Porte de cristal (The Obelisk Gate), roman de N. K. Jemisin
- La Résurrection de l'épouvanteur (The Dark Army), deuxième tome de la série The Starblade Chronicles de Joseph Delaney et quinzième volume de la série L'Épouvanteur
- Tous les oiseaux du ciel (All the Birds in the Sky), roman de Charlie Jane Anders
- Le Club, de Michel Pagel.
- Création au Palace Theatre de Londres de la version originale en anglais britannique d'Harry Potter et l'Enfant maudit (31 juillet) et publication de la traduction du texte en français (14 octobre)

## Films ou téléfilms

### Films
- Kubo et l'Armure magique (ou Kubo et l'épée magique), film d'animation réalisé par Travis Knight
- Warcraft : Le Commencement réalisé par Duncan Jones

### Séries télévisées
- Goblin (titre international : Guardian: The Lonely and Great God), série sud-coréenne

## Bandes dessinées, dessins animés, mangas
- 4 novembre : publication de la traduction en français du dernier tome de Naruto (Naruto Gaiden non pris en compte)